# Lecidea dalslandica
Lecidea dalslandica är en lavart som beskrevs av Johan Hulting. Lecidea dalslandica ingår i släktet Lecidea, och familjen Lecideaceae. Arten är reproducerande i Sverige.